# Oxford University Association Football Club

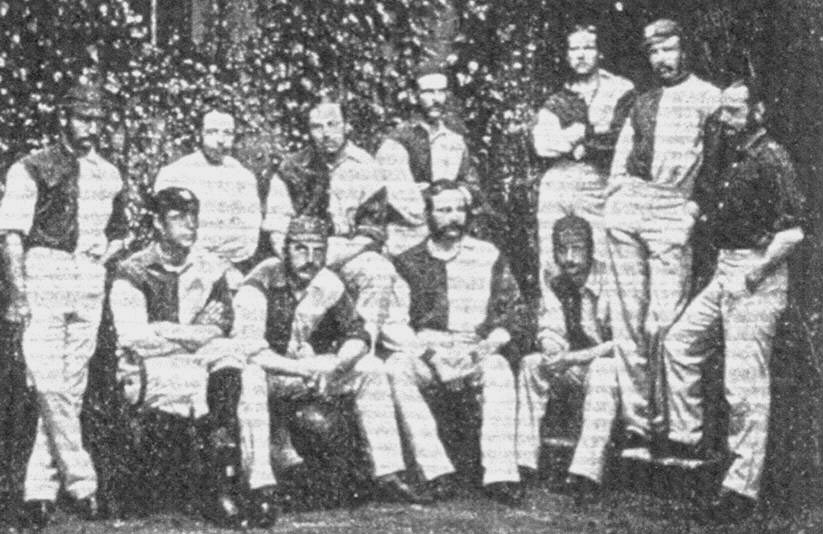
Oxford University AFC, 1874.

L'Oxford University Association Football Club és un club de futbol que representa a la Universitat d'Oxford.

## Història
Va ser fundat el 1872, essent un destacat club a la dècada del 1870. Va guanyar la FA Cup per 2-0 davant el Royal Engineers el 1874 i fou finalista el 1873, 1877 i 1880, el darrer any en què participà en la competició.

## Jugadors destacats
El club aportà 22 jugadors a la selecció de futbol d'Anglaterra que foren (partits internacionals entre parèntesis):
- John Bain (1)
- Arthur Berry (1)
- Francis Birley (1)
- William Bromley-Davenport (2)
- Frederick Chappell (1)
- Edmund Currey (2)
- Tip Foster (1)
- Henry Hammond (1)
- Elphinstone Jackson (1)
- Arnold Kirke-Smith (1)
- Robert Stuart King (1)
- William Oakley (4)
- Cuthbert Ottaway (2)
- Percival Parr (1)
- George Raikes (4)
- William Rawson (2)
- G.O. Smith (7)
- Robert Vidal (1)
- Percy Walters (2)
- Leonard Wilkinson (2)
- Claude Wilson (1)
- Charles Wreford-Brown (1)

## Palmarès
- 1 Copa anglesa: 1874